# Justin Brett
Justin Brett (* in London) ist ein britischer Schauspieler in Theater, Film und Fernsehen, darüber hinaus ist er auch als Schriftsteller, Musiker und Komiker tätig. 

## Leben
Justin Brett wurde als Sohn des Schauspielers Simon Oates und dem Fotomodel Jaki Eastoe in London geboren. Justin Brett folgte den Spuren und der Schauspielkarriere seines Vaters, der bereits in den 1960er Jahren erfolgreich als Stand-up Comedian gearbeitet hatte. Nach einem Studium der Pantomime und des Körpertheaters absolvierte er eine einjährige Ausbildung an der Central School of Speech and Drama. Mit Sitz in London tourt Justin Brett vornehmlich als Theaterschauspieler und Komiker im Britischen Königreich. So trat er unter anderem als Comedian am The Tricycle Theatre, in den Old Vic Tunnels, der Londoner Untergrund-Kunst oder mit regelmäßigen Gigs im New Wolsey Theatre in Ipswich in Erscheinung. Ferner hatte er in den 2000er Jahren zahlreiche Auftritte und Engagements an unterschiedlichen kleineren und unabhängigen britischen Bühnen, wie dem Stephen Joseph Theatre, dem Theatre Royal Bath, dem Finborough Theatre, dem Theatre by the Lake oder dem Manchester Library Theatre.
Darüber hinaus arbeitet Justin Brett seit den 1980er Jahren auch als Schauspieler in Film und Fernsehen, zu Beginn noch unter dem Künstlernamen Justin Salmon, seit 1995 aber unter dem Namen Justin Brett. Sein Debüt im Fernsehen gab er 1983 als Kinderdarsteller in der britischen Fernsehminiserie Dombey & Son. Seit dem Millennium sah man ihn dann als Schauspieler auch in verschiedenen Kinorollen in einigen Low-Budget Produktionen und mehreren Episoden von Fernsehserien. Im Jahr 2011 erhielt er die Rolle eines Kurierfahrers in der US-amerikanisch-britischen Kinoproduktion Gefährten von Regisseur Steven Spielberg. 2012 spielte er in einer Episode der erfolgreichen britischen Fernsehserie EastEnders mit, die von der BBC produziert wird. Des Weiteren hatte er Rollen in den Fernsehserien Doctors (2013) und Topsy and Tim (2013–2014).
Neben seiner Tätigkeit bei Theater, Film und Fernsehen arbeitet Justin Brett auch als Schriftsteller und Musiker.

## Filmografie (Auswahl)

### Kino
- 2000: Brothers
- 2001: Randall's Flat
- 2004: The Fallen
- 2011: Gefährten (War Horse)
- 2019: Love Type D
- 2021: Cost of Living
- 2022: The Final Sacrifice: Directors Cut

### Fernsehen
- 1983: Dombey & Son (Fernsehminiserie)
- 1983: Spooky (Fernsehserie, 1 Episode)
- 1985: Daemon (Fernsehfilm)
- 2001: London's Burning (Fernsehserie, 2 Episoden)
- 2002: The Bill (Fernsehserie, 1 Episode)
- 2002: Die magische Münze (Fernsehserie, 1 Episode)
- 2004: Gory Greek Gods (Fernsehfilm)
- 2006: Pulling (Fernsehserie, 1 Episode)
- 2009: Peep Show (Fernsehserie, 1 Episode)
- 2012: EastEnders (Fernsehserie, 1 Episode)
- 2013: Doctors (Fernsehserie, 1 Episode)
- 2013–2014: Topsy and Tim (Fernsehserie, 2 Episoden)
- 2015: UKIP: The First 100 Days (Fernsehfilm)

### Kurzfilme
- 2012: Kill List: The Musical
- 2015: Act of Kindness
- 2016: Kissing All the Fish